# 2001 Mars Odyssey
2001 Mars Odyssey (oder kurz Mars Odyssey) ist eine Raumsonde der NASA, die seit dem 24. Oktober 2001 den Mars umkreist und ihn erforscht. Ihr Start erfolgte am 7. April 2001 an Bord einer Delta-II-Trägerrakete. Die Mission wurde nach dem Ende der Primärmission 2004 immer wieder verlängert, nach einer Abschätzung 2015 hat der Orbiter voraussichtlich noch Treibstoff bis 2025. Der Orbiter dient u. a. wie die Marssonde MAVEN auch als Relaisstation zur Datenübertragung zwischen dem am 6. August 2012 gelandeten Rover Curiosity und dem Deep Space Network auf der Erde.  Die Daten des in 2018 abgesetzten Insight-Lander werden ebenfalls auf diese Weise weitergeleitet. Dafür besitzt der Orbiter ein UHF-Kommunikationssystem, mit dem die Signale der Stationen auf der Marsoberfläche empfangen und über das X-Band mit der Hochgewinnantenne zur Erde gesendet werden können. Da die Sonde sich in einem sehr guten Zustand befindet, wurde die Mission immer wieder verlängert. Abhängig von den geplanten Aufgaben besitzt die Sonde genügend Treibstoff bis 2025. Der Orbiter erreichte im April 2022 das 21. Jahr nach dem Start und ist damit die bisher langlebigste Marsmission. In dieser Zeit wurden über eine Million Bilder empfangen und 18.000 mal wurde die Sonde als Relaisstation genutzt.
Die Mission erhielt ihren Namen zu Ehren des Science-Fiction-Schriftstellers und Physikers Arthur C. Clarke in Anlehnung an den Filmtitel 2001: A Space Odyssey, eine Verfilmung einer Kurzgeschichte Clarkes durch Stanley Kubrick.

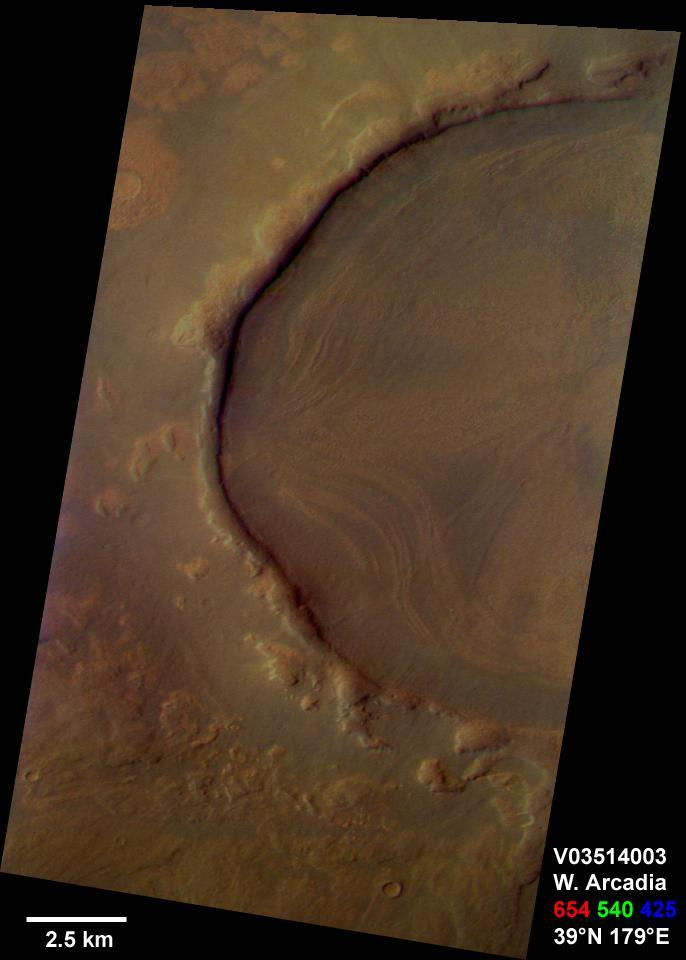
Krateraufnahme von 2001 Mars Odyssey

## Mission
Die Hauptphase der Mission begann im Februar 2002 und endete im August 2004. Nach ihrer Ankunft am Mars am 24. Oktober 2001 reduzierte die Sonde die Geschwindigkeit mit Hilfe eines Aerobraking-Manövers, um dadurch in einen Orbit um den Mars einzuschwenken. Dabei durchflog die Sonde mehrfach die obersten Atmosphärenschichten des Mars, um durch die entstehende Reibung abgebremst zu werden. Der so gesparte Treibstoff ermöglichte eine kleinere Trägerrakete.
Das erste Mal in der Geschichte der Marsforschung wurde im Rahmen der Mission eine globale Karte der Verteilung der Mineralien auf der Oberfläche bzw. deren Lage in Relation zur Geographie erstellt. Ein Schwerpunkt der Mission lag dabei auf der Suche nach Wassereis. Um die Risiken zukünftiger bemannter Marsmissionen besser zu erforschen, wurde zudem die Strahlungsbelastung während des Fluges, sowie in niedrigen Marsorbits, untersucht.

### Wasserfund
Höhepunkt der Mission von Mars Odyssey bildete der Nachweis großer Mengen von Wassereis insbesondere in der Südpolregion des Planeten im Oktober 2002. Zuvor hatten die Forscher vermutet, dass der Marssüdpol fast nur aus sogenanntem Trockeneis (gefrorenem Kohlenstoffdioxid) besteht. Nun steht allerdings fest, dass dort darüber hinaus auch Wassereisvorkommen lagern, welche zum Teil unter den Trockeneis-Schichten verborgen liegen. Diese Funde konnten mit einer anderen Methode durch den Einsatz der europäischen Sonde Mars Express im Februar 2004 bestätigt werden.

### Der Name
Der Name der Sonde ist eine Hommage an Stanley Kubricks Film 2001: A Space Odyssey. Die 758 kg schwere Sonde sollte den Neuanfang in der amerikanischen Marsforschung nach den Katastrophen von Mars Climate Orbiter und Mars Polar Lander im Jahr 1999 darstellen. Die Sonde Mars Odyssey hat auch teilweise dieselben Missionsziele wie der gescheiterte Mars Climate Orbiter.

### Instrumente
Zu den Instrumenten zählen unter anderem eine Multispektralkamera, ein Strahlungsdetektor und ein Gammastrahlenspektrometer.
- THEMIS (THermal EMission Imaging System – Wärmeabstrahlungs-Abbildungssystem): Das Gerät ist eine Art Kamera, die den Mars in den Bereichen des sichtbaren Lichts und der Infrarotstrahlung fotografiert. Mit Hilfe der Bilder wird die Verteilung von Mineralien auf der Marsoberfläche erforscht.
- GRS (GammaSpectrometer – -Ray Gammastrahlenspektrometer): Diese Komponente überprüft die Marsoberfläche auf 20 verschiedene Elemente des Periodensystems. Zu den Elementen gehört unter anderem Silizium, Eisen, Magnesium, Kalium usw. Die GRS-Neutronendetektoren sollen an der Oberfläche sowie in den obersten Schichten des Marsbodens – bis in etwa einen Meter Tiefe – Ausschau nach Wasserstoff bzw. Wasser und Wassereis halten.[12] Zwei der Instrumente von GRS waren 2015 noch funktionsfähig: der Detektor für Neutronen mit hoher Energie vom Russian Space Research Institute und der Neutronenspektrometer von Los Alamos National Laboratory in New Mexico.[13]
- MARIE (Martian Radiation Experiment – Marsianisches Strahlungsexperiment): Bei MARIE wurde ein Spektrometer für geladene Teilchen dazu verwendet, die Atmosphäre des Mars auf radioaktive Stoffe zu überprüfen. Auch bereits während des Flugs von der Erde zum Mars wurde mit diesem Instrument permanent die auftretende Strahlenbelastung gemessen. Die Messungen ergaben eine 2–3-fache Strahlenbelastung auf dem Weg und im Orbit von Mars im Vergleich zur Strahlenbelastung in der Umgebung der Erde.[14] Ein  Sonnensturm am 28. Oktober 2003 führte zum Ausfall des Instruments.[15]

### Verlauf
- 2001: Erfolgreicher Start am 7. April 2001 auf einer Delta-II-Rakete.
- 2001: Einschuss in einen Marsorbit am 24. Oktober 2001.
- 2002: Beginn der Messungen im Februar 2002.
- 2002: Nachweis großer Mengen von Wassereis im Oktober 2002.
- 2003: Irreparable Beschädigung des Instruments MARIE durch den starken Sonnensturm am 28. Oktober 2003.[15]
- 2004: Verlängerung der Missionsdauer im August 2004 um weitere zwei Jahre bis September 2006.
- 2006: Verlängerung der Missionsdauer im September 2006 um weitere zwei Jahre bis August 2008.[16]
- 2008: Verlängerung um weitere zwei Jahre bis September 2010
- 2009: Verschiebung des Orbits. Die Sonde sieht nun die Oberfläche um 15h45 Sonnenzeit statt vorher 17h00. Dadurch bessere Analyse der IR-Strahlung, möglicherweise aber Überhitzung des GRS.[12]
- 2010: Am 15. Dezember bricht die Sonde mit mehr als 3340 Tagen im Mars-Orbit den zuvor von Global Surveyor gehaltenen Rekord.[17]
- 2012: Eines der drei sogenannten in den Raumachsen, rechtwinklig zueinander montierten, Reaktionsräder zeigte ein unstetes Rotationsverhalten und wurde abgeschaltet. Es wurde ein Ersatzrad aktiviert. Die Mission benötigt für den Normalbetrieb zur Steuerung drei Reaktionsräder um die Sonde rotieren zu lassen und die Lage zu stabilisieren. Mit Hilfe dieser Reaktionsräder kann die Sonde in verschiedenen Flughöhen agieren. Die Reaktionsräder sind nicht unbedingt notwendig, sparen aber Treibstoff, der sonst zur Ausrichtung der Sonde notwendig wäre.[18]
- 2014: Am 11. Februar wurde eine erneute Verschiebung des sonnensynchronen Orbits eingeleitet. Ab November 2015 soll die Sonde über der Sonnenaufgangslinie positioniert sein, um mögliche kurzfristige Erscheinungen während der täglichen Erwärmungsperiode zu beobachten[19].
- 2018: Am 26. November 2018 begleitet Odyssey die Landung der InSight-Mission zur Erforschung der Mars-Geologie.[20]
- 2019: Marsmond Phobos konnte mit dem THEMIS-Instrument untersucht werden.[21]

### Ergebnisse
„2001 Mars Odyssey“ entdeckte zahlreiche Wasservorkommen an den beiden Marspolen unter der Oberfläche. Daneben wurden insbesondere geologische Aktivitäten des Planeten unter die Lupe genommen. Zu den letzten wichtigen Aufgaben der Sonde zählte die Weiterleitung von Daten der beiden im Januar 2004 gelandeten Exploration Rovers Spirit und Opportunity der NASA. Die Mission gilt bereits jetzt als Erfolg.